# Регија Источно Сарајево
Регија Источно Сарајево је једна од нодално-функционалних регија Републике Српске. Постоји више различитих регионалних подјела Републике Српске, а у готово свакој од њих Источно Сарајево представља центар једне од регија.

## Територија
Према Просторном плану ова регија је дефинисана као мезорегија и обухвата сљедеће општине:
- општине града Источног Сарајева,
- Рогатица,
- Хан Пијесак,
- Вишеград,
- Ново Горажде,
- Калиновик,

те општине субрегије Фоча:
- Фоча и
- Чајниче.

Тај простор покрива и Центар јавне безбједности Источно Сарајево, док је простор надлежности Окружног суда у Источном Сарајеву нешто другачији. Он обухвата сљедеће општине: 
- општине града Источног Сарајева,
- Рогатица,
- Хан Пијесак,
- Вишеград,
- Ново Горажде,
- Власеница,
- Милићи и
- Шековићи.

У уџбеницима географије издвојена је биполарна Сарајевско-зворничка регија. Њу чине:
- општине града Источног Сарајева без јужног дијела општине Трново,
- општина Рогатица,
- општина Хан Пијесак,
- општина Вишеград,
- општина Ново Горажде,
- општина Власеница,
- општина Милићи,
- општина Шековићи,
- Општина Сребреница,
- Општина Братунац,
- Општина Осмаци и
- Општина Зворник.

- Мезорегија Источно Сарајево према Просторном плану Републике Српске; исти простор је и у надлежности ЦЈБ Источно Сарајево
- Општине које су у надлежности Окружног суда у Источном Сарајеву
- Сарајевско-зворничка регија према уџбеницима Географије